# Veronica filipes
Veronica filipes là một loài thực vật có hoa trong họ Mã đề. Loài này được Tsoong miêu tả khoa học đầu tiên năm 1979.